# 下駄

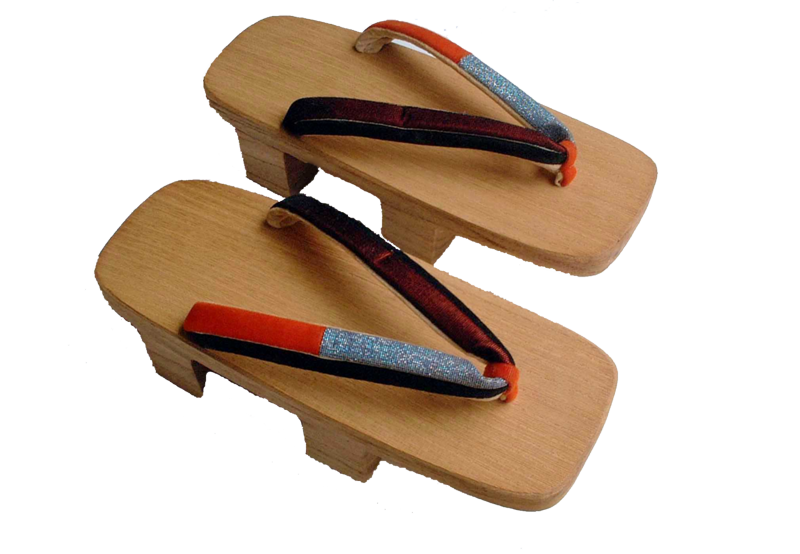
一般的な下駄

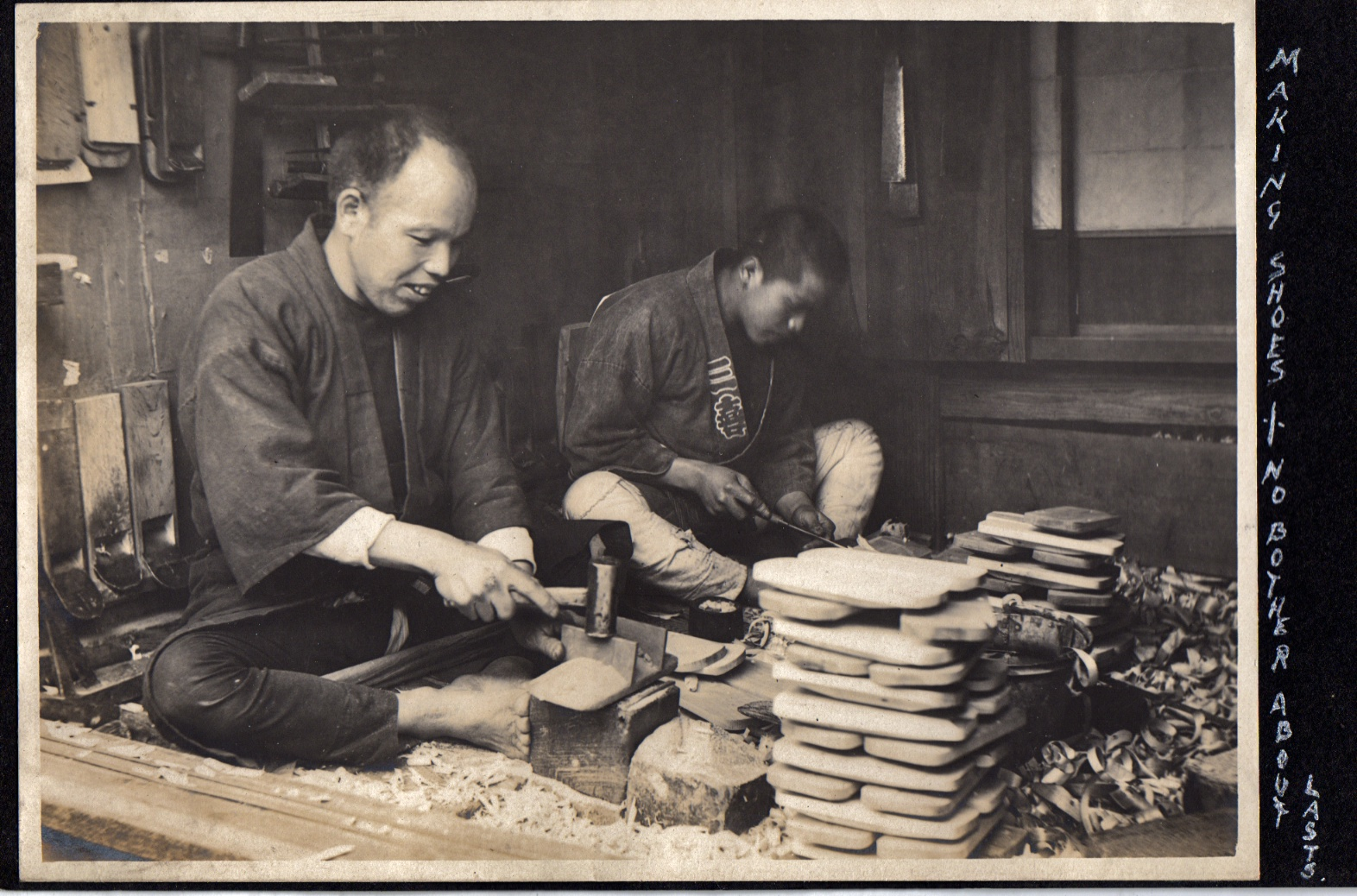
下駄作りの様子（1914年）

下駄（げた）は、一般的には、鼻緒があり底部に歯を有する日本の伝統的な履物。足を乗せる木板に「歯」と呼ばれる接地用の突起部を付け「眼」と呼ぶ孔を3つ穿って鼻緒を通したもので、足の親指と人差し指の間に鼻緒を挟んで履く。ただし、板下駄のように歯のない下駄もある。

## 歴史と呼称
履物の下駄の起源は田下駄であるとする説がある。田などで使用されたと考えられるこのような道具は、紀元前3,000年前の中国浙江省寧波市の慈湖遺跡からも出土している（ただし慈湖遺跡の出土品は歯のない板状のもの）。足の保護や水田・湿地での沈み込みを防ぐため使われたとみられる道具は、日本では弥生時代の登呂遺跡（静岡県）からも出土しており、同様の履物は20世紀まで使われ続けた地域がある。
農具ではない履物としての下駄は5世紀の桓武山ノ花遺跡（静岡県浜松市）や鴨田遺跡（滋賀県長浜市）から出土しているが、鼻緒の素材にどのようなものを使っていたかは不明である。鏡山古墳 (京都市)からは石製の下駄が出土している（当項目の写真参照。文化遺産オンラインでも確認可能）。
中国南北朝時代『世説新語』には下駄をコレクションする人物（下駄コレクター）の話が記載される（#趣味としてのコレクションも参照）。
室町時代から江戸時代にかけて支配者層を中心に下駄が使われるようになったが、庶民一般の履物となったのは江戸時代後半で地域も江戸や大坂などに限られていた。
かつては普段着の洋装に下駄を履く場合もあり、男子学生がファッションとして崩れた洋服（学生服）などに下駄を履いていることをバンカラと呼んだ。
日本で下駄が最も普及していたのは機械化による大量生産が進んだ昭和30年代頃とされている。1940年代からゴム製の履き物が登場し売り上げが落ち始め、戦後のアメリカナイゼーションやモータリゼーション等で廃れたが、1960年代までは洋服に下駄履きで遊ぶ男児は珍しくなかった。
呼び名の成立は戦国時代と推測される。それ以前は「足下（あしした）」を意味する「アシダ」と呼称され、漢字は「足駄」など様々な字があてられていた。「アシダ」は上履き・下履きを問わなかったが、これを下履きに限定した語が「下駄」である（「駄」はアシダの略）。
海外では、木版を使う下駄にあたる履物が古代エジプトや中東アジア・一部ヨーロッパでも使用されていた。東南アジア・東アジアでは、稲作を行う南方地域で広く使用されており、鼻緒のある下駄は日本や中国南部の一部少数民族、東南アジアで使用されてきた。田下駄のように大きめの板に通した紐に、足を引っ掛けて履いたもので、後に発達する「下駄」のルーツと同様の系譜と考えられている。中国北部や朝鮮半島では下駄の使用が元々一般的でなく現在は使用されていない。

## 構造

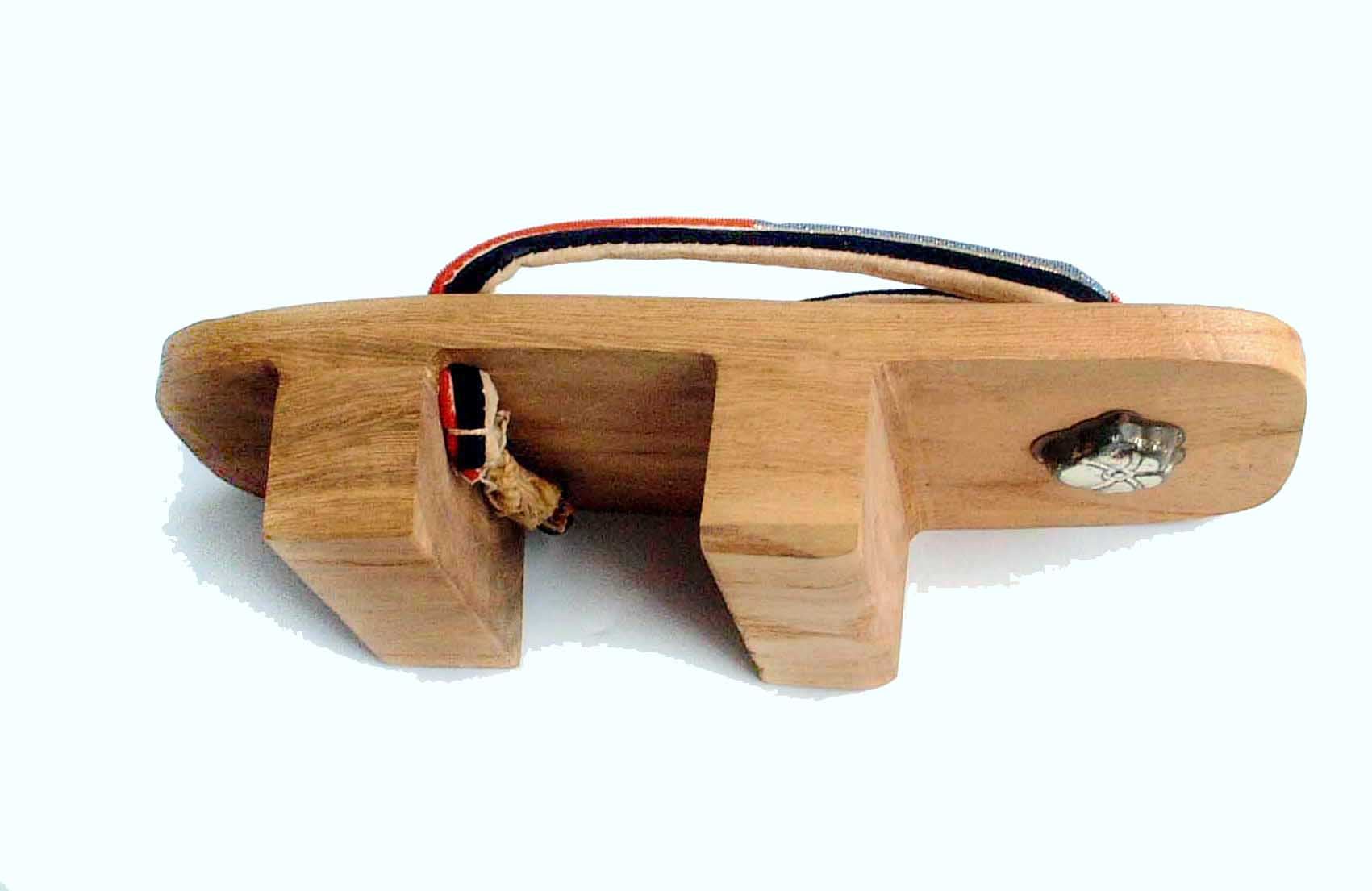
下駄の側面図

日本には緒を用いる履物として、足を乗せる部分に木の台を用いる下駄、草や樹皮などの柔らかい材料を用いる草履（ぞうり）、緒が踵まで覆い足から離れないように踵の後ろで結ぶ草鞋（わらじ）の3つがある。木製の草履は中国及び朝鮮半島にもあるが、日本語の下駄にあたる言葉はなく、木靴まで含めて木履という。なお、日本人が想像しやすい二本歯の下駄は、中国・朝鮮で使用されている木履とは形が異なる別物である。

### 台
人の足を載せる部分を台という。下駄は台の素材、台表の有無、塗の有無でも区別される。
台の素材は遺跡から出土する下駄の樹種でも、檜、栗、松、朴、桂、樫など多様である。現代では軽くて繊維が長く割れにくく足への当たりが柔らかい桐が多く使われている（会津産など）。また、杉が使われることも多く、各地の林産品に杉の下駄がみられ、特に大分県日田市（日田杉）の杉下駄は有名である。
下駄には台表が付いているものもある。台表面にイグサや裂いた竹を編んだ表（おもて）を貼り、台自体に七つの切れ目を入れて歩行時に足の裏に台が追随するようにした下駄に八ツ割下駄がある（歯はない）。
塗の有無では漆塗りと白木が多いが、白木は雨や皮脂に弱いため、雨の日に履いたり素足で履いたりすることは避けられた。なお、下駄などの先端に雨よけや雪よけのために付ける革やビニールの覆いを付けることもあり爪革（つまかわ）という。

### 歯

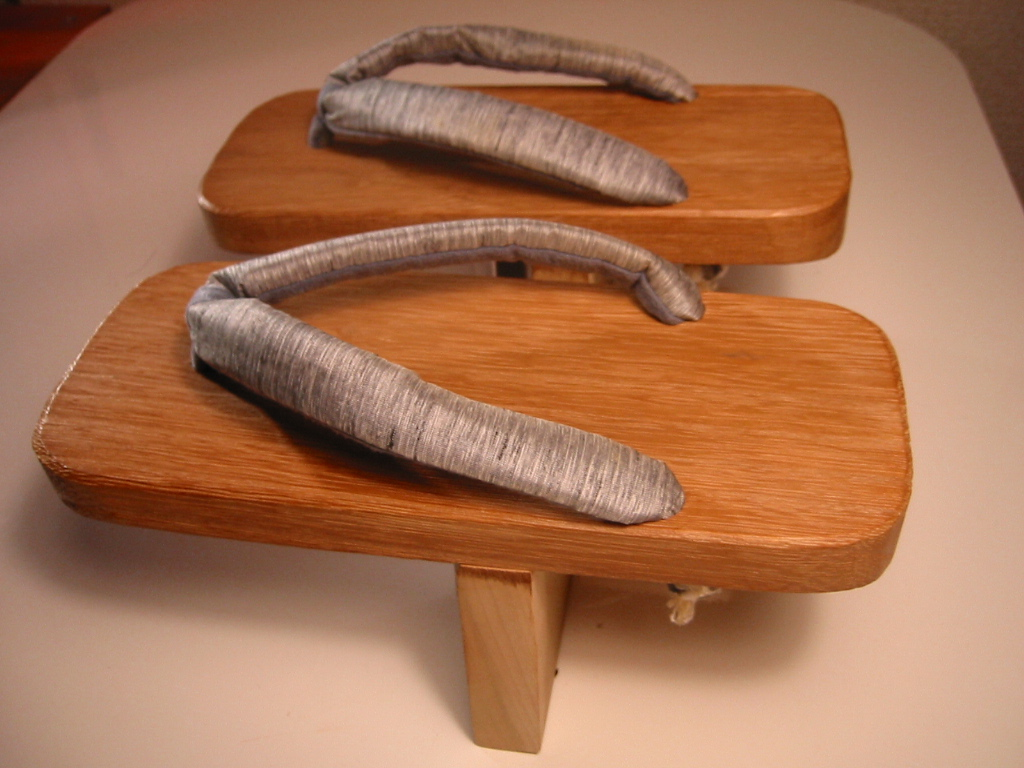
一本歯下駄

台の下に付けるのが歯であるが、考古学や民俗学では、一本の木から彫り出した連歯下駄、歯のない無歯下駄、台に別に作った歯を取り付けた差歯下駄の三種に分ける。
差歯下駄の場合、台と歯の樹種が異なるものもあり、歯に柔らかく粘り強い朴材を使ったものがある（朴歯の下駄）。また立ち仕事の多い板前が使う下駄には堅い樫材を使ったものがある。歯の高い差歯高下駄は降雨時に用いられ、歯がすり減ってくると新しい歯に交換して使い続けることができる。なお、差歯の下駄で台の表面まで差歯が見えているものを露卯（ろぼう）という。露卯下駄は江戸時代末期頃までは盛んに使用されたが、明治以降は急速に衰退し昭和初期には使用されなくなった。
小町下駄や千両下駄のように前方下面が斜め向きに（前のめりに）切り落とされている形状を「のめり」という。前の歯が「のめり」となっており後ろの歯が駒下駄のようになっているものは千両役者がよく履いていたことから千両下駄と呼ばれている。横から見たときに「千」の字に似ているからという説もある。
下駄には歯の先端に滑り止め用ゴム（三平式ゴム歯）を付けたものもあった。
歯が一本の下駄を一本歯下駄といい役行者像にみられるように修験者が履いていたとされる。一本歯下駄は天狗が履いていたとという伝承もあり「天狗下駄」とも呼ばれる。

### 鼻緒
眼に通す紐を緒または鼻緒という。色とりどりの鼻緒があることから「花緒」とも書く。鼻緒（花緒）は下駄や草履などに用いられ、足の指で挟む前緒と足を押える横緒からなる。
台には3つの穴を穿つ。前に1つ、後ろに左右並んで2つ。これを眼という。後ろの眼の位置は地域によって異なり、関東では歯の前、関西では歯の後ろが一般的である。
台に鼻緒を付けることを「鼻緒をすげる」という。緒の材質は様々で、古くは麻、棕櫚、稲藁、竹の皮、蔓、革などを用い、多くの場合これを布で覆って仕上げた。鼻緒は現代の既製品では麻縄を芯にして心材とクッション材を巻き付けたものである。鼻緒は伝統的なすげ方があり、前緒を留めた後に金具の前金を被せる。前金には鼻緒の結び目を隠して泥が入り込むのを防ぐ役割や歯の磨り減りを防ぐ役割があったが、歯の磨り減りを気にするのは粋ではないとされ江戸時代にはあまり用いられなかった。

## 特徴

### 下駄の音
木製であるため、歩くと特徴的な音がする。「カラコロ」あるいは「カランコロン」と表現されることが多い。そのため、祭りや花火の日に浴衣姿で歩く場合や、温泉街の街歩きなどでは雰囲気を出す音であっても、現代の町中では騒音と受け取られることも多く、（床が傷むことも含め）「下駄お断り」の場所も少なからずある。この対策として、歯にゴムを貼った下駄も販売されている。歯にゴムを貼る目的は音だけではなく、今日の舗装道路では歯が非常に早く摩耗するため、それを防ぐためにゴムを貼ることも少なくない。これは硬い朴歯でも同じである。

### 下駄の足跡
歯を持っているため、下駄の足跡には独特の痕跡が残る。
歌人の田捨女（今の丹波市、江戸時代の女六歌仙の一人）は6歳のとき「雪の朝 二の字二の字の 下駄のあと」と詠んでいる。

## 用途

### 日常用

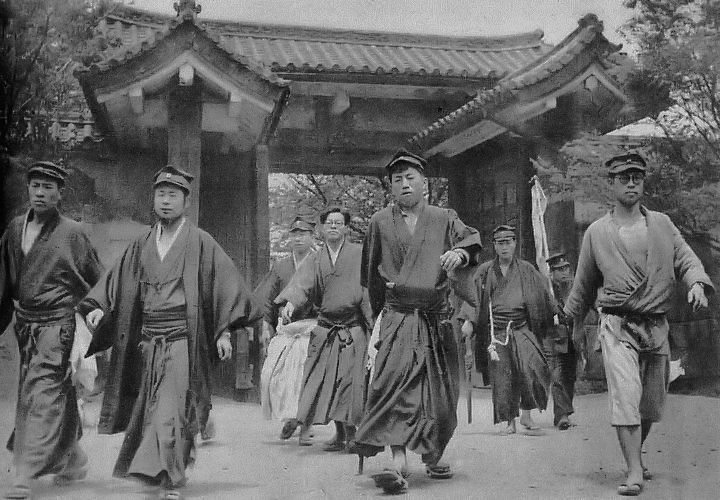
下駄を履いたバンカラ学生

下駄は基本的には日常用の履物だが礼装用の下駄も存在する。
下駄には天候によって大まかに晴天用、雨天用、晴雨兼用があるが、その違いは歯の違いによって決まるところが大きい。晴天用の下駄に日光下駄や右近下駄、雨天用に高下駄、晴雨兼用の下駄に利休下駄（利久下駄）や時雨下駄がある。高下駄は雨による泥跳ねを避けるため歯が高く、接地面積を狭くするために薄くなっている。利休下駄（利久下駄）は高さ5 - 6cm程度で本来は晴雨兼用で雨天の場合は先端に爪掛けを付けることもあった。その後、日本では舗装路が普及し細い歯では歩きにくくなり、歯の前後にカーブを付けた時雨下駄が作られ、利休下駄（利久下駄）は雨天用、時雨下駄は晴雨兼用と捉えられるようになった。
現代の日本では、ビニール素材の軽装履（サンダル構造の草履）やスニーカーにとって代わられ、さらに車の運転に適さないこともあり、一般的には履かれることは少なくなった。
温泉の旅館では浴衣と下駄が備え付けてあり、外湯に行く場合は旅館は下駄を貸し、それを履いて出かける。城崎温泉、鳴子温泉など、下駄履きを前提としたまちづくりをした温泉街もあり、下駄のレンタルがある地域もある。

### 神職用下駄
神職は白鼻緒の下駄を用いる。「会津桐白合皮丸下駄」などが一般的。男性神職用、女性神職用等がある。

### トレーニング用
鉄下駄
木ではなく鉄で作られた下駄。少なくとも17世紀の行人様の逸話には鉄下駄が見られる。
玉下駄（蓬莱下駄）
下駄の歯を半球ひとつにしたもの。玉下駄は水平の全方向に不安定である。西式健康法の健康法のひとつであり、全身の骨格・筋肉が矯正され健康になるとされる。

## 産地
下駄の生産は広島県福山市松永地域や大分県日田市を中心に、福島県、長野県、新潟県、秋田県、静岡県などに産地がある。

### 三大産地
出荷額から静岡県静岡市、広島県福山市、大分県日田市が下駄の日本三大産地とされるが、例えば広島県福山市には中四国地方で製造された下駄が集まるなど必ずしも生産の場所とは一致しない。

### 伝統工芸品
日光下駄
筍の皮を裂いて編んだ草履を、桐の台木の上に縫い付けた栃木県日光市の伝統工芸。江戸時代、日光三山の社寺に入る際に求められた清めの草履だけでは歩きにくいため、作られるようになった。
沼田桐下駄
奥利根の桐材を使った群馬県沼田市の伝統工芸品。

## 下駄の種類
構造上は一本の木から彫り出した連歯下駄、歯のない無歯下駄、台に別に作った歯を取り付けた差歯下駄の三種に分ける。

### 連歯下駄
駒下駄
2本歯の最も典型的な下駄で、横から見た形または歩く時の音が馬に似ていることに由来する。一本の木を加工して台と歯が作られている。
芳町下駄
花街の芳町の芸者が作らせたといわれている駒下駄の一種。
山下駄
歯、台ともに一ツ木を刳りぬいてつくったもの。江戸初期に樵夫がつくって江戸に売りに出たのでこの名がある。台が四角で、桐製が多かった。

### 無歯下駄

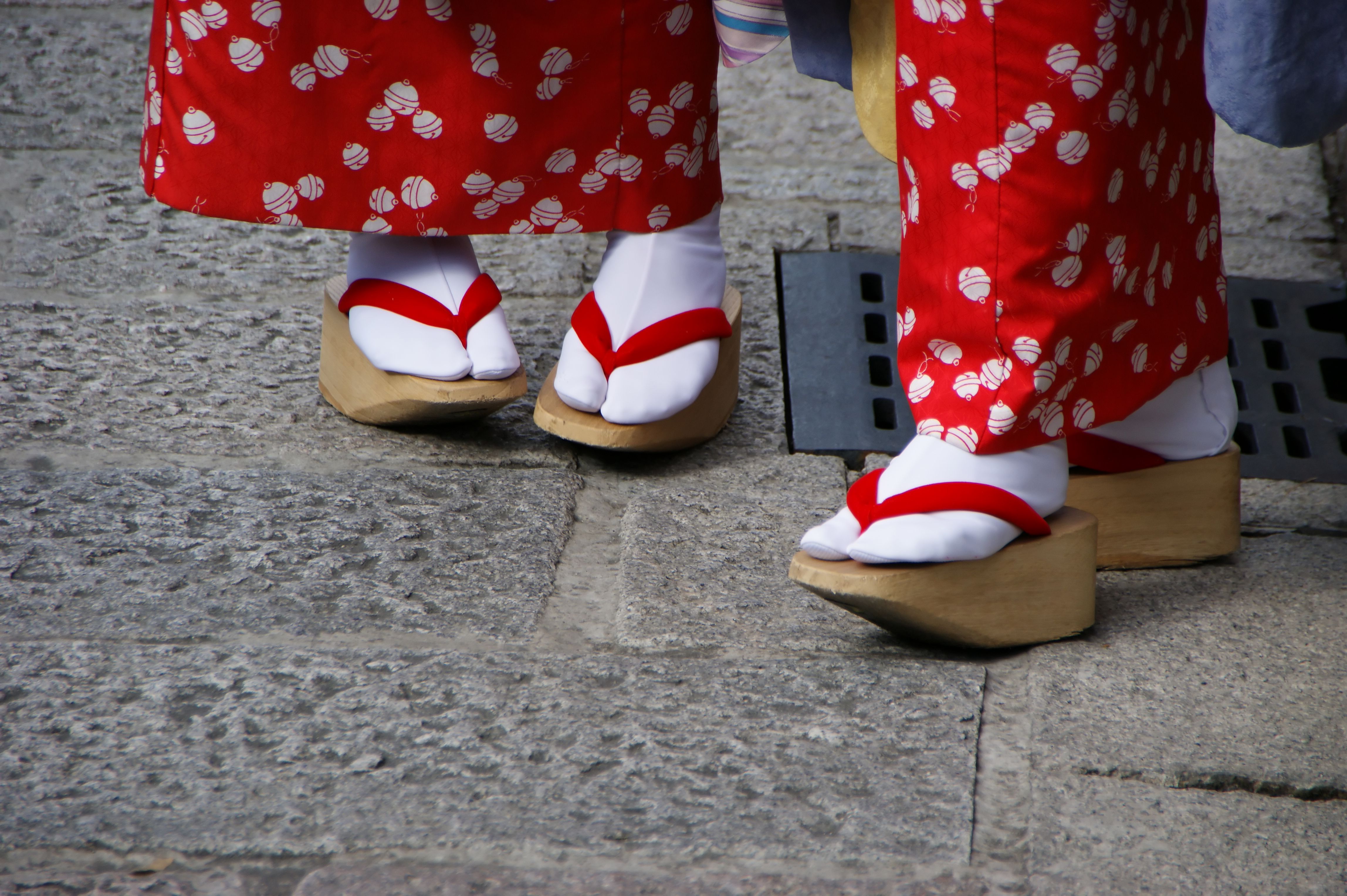
ぽっくり下駄
歯がなく上面が平らな一体型で軽量化のために内側がくりぬいてある下駄。
右近下駄
無歯下駄に分類される下駄で足の裏の形状にあわせて台表面が曲面になっている。右近下駄は底がゴム貼りのものもある。
舟形下駄
右近下駄の底を平らにしたに下駄。

### 差歯下駄
吾妻下駄
台の部分に棕櫚表を付けた下駄で歯がすり減ってくると新しい歯に交換して使い続けることができる。
外方下駄（下方下駄）
台は桐の柾目、歯は樫の木丸歯。下り坂で履き心地がよいとされて、18世紀初期に流行した。菱や瓢箪の刻印を打って他のものと弁別したという。
助六下駄
歌舞伎十八番『助六』で主人公がはいている下駄。初演時（1713年）に流行した。台は桐の糸柾目で、小判形、朴の差し歯。

## 下駄と文化

### 呪術・占術
- 『古事記』において、天の岩戸に籠もったアマテラス神の気をひくためにアメノウズメ神が「桶を踏み鳴らし」踊った記述があるが、裸足で伏せた桶を踏み鳴らしてもさしたる音にはならないだろうこと、木材や金属同士を打ち合わせ音を鳴らす行為は呪的意味をもつことから、アメノウズメ神は下駄を履いて桶を踏み鳴らしたのだという説がある。これは、下駄は本来、呪的行為に使われる呪具であったという説の流れを汲む主張だが、遅くとも中世にはそのような意味合いは失われていた、とする説が主流である。それでも、甲高い音を立てて地を踏み鳴らす行為が呪術的意味で行われていた事例は、明治時代まで確認できる。
- 天気の占い - 下駄を蹴り上げて落ちた形で占う。上下が正しければ晴れ、逆さまなら雨。
- 下駄飛ばし - 福山市にある日本ゲタ飛ばし協会が、上記の占いを発展させて競技化している。公式ルールが存在し、協会の認定大会もいくつも存在する。

### 下駄踊り
- 弁慶まつりの弁慶下駄踊り - 武蔵坊弁慶の出生地とする和歌山県田辺市の祭りで、下駄に鈴を付け踊り競うイベント。
- にいがた総おどりで踊られる下駄総踊り - 新潟がまだ、「船江の里」と呼ばれていた約300年昔、三日三晩踊り明かす祭があった。老若男女が思い思いの仮装と小足駄を履いて踊られた下駄の踊りがあった。現存する絵巻物や資料を基に、新潟人が持つ、祭や踊りに傾ける情熱を復活させようと、制作された踊り。

### 下駄と慣用句
- 下駄を預ける - （自分に関する問題などに関して）決定権を譲り全面的に相手に任せる（自分では動けなくなることから）。
- 下駄を履かせる - 下駄を履くと背が高くなることから、価格、数量、点数などを高く偽ること[23]。
- 下駄を履くまでわからない - （勝負などに関して）全て終わる（帰るために下駄を履く）まで結果はわからない。

### 派生的表現
- 下駄記号（〓） - 印刷に活字を使っていた時代、必要な活字がない場合、活字を逆さまにして代わりに入れる習慣があった。活字の底は四角く平らになっており中央を横切るように太い溝が彫ってあるので、それを印刷すると「〓」となり、これが下駄の歯の跡に見えることから「下駄（ゲタ）」と呼ばれた。伏字とも言われる。
- 多数のプリント基板が組み込まれた装置で故障と疑われる特定の基板を引き出し、その基板と同一サイズのものに接栓（せっせん）を付け、装置との接栓間に一対一の延長線を設け、オシロスコープやテスターなどで回路の動作を観測し故障診断分析を行う時に使用する延長線基板の俗称。回路はICの多用や修理の人件費から故障した回路基板は現場で診断せず丸ごと交換され、この下駄使用の必要性は少なくなっている。エクステンダーカード（Extender card ・Extension Card）とも呼ばれる。
- プリント基板に半導体メモリなどの電子部品を差し込むためのソケット部品を、その形状から「ゲタ」と呼ぶ。使用電圧やソケットの形状などが異なるCPUをマザーボードに装着・使用するためのアダプタもそう呼ばれることがある（ゲタ (CPU)を参照）。
- 寿司を盛る木製の台。寿司下駄。
- 家具の底部に取り付けられた材料。搬入時の床面の保護や、設置時の高さ調節のために取り付けられる。
- ロボットの強化合体（スーパー合体）に用いられる脚部強化合体部となる部品等に対しても使われる[要出典]。
- 下駄履き
  - 不動産業界では、1階に住居以外のテナント（店舗や飲食店など）が入る形態のマンションを「下駄履きマンション」という。
  - コンピュータ内での整数の表現方法の一つ（符号付数値表現#エクセスN）
  - 旧日本海軍では、フロートをつけた水上機を俗に「下駄履き（機）」と呼んだ。
- 下駄電 - 国鉄時代の都市近郊電車（国電）の通称。下駄のように日常の足として使えることからきたといわれる。
- 下駄箱 - 履物を収納する家具。下駄が一般的な履物でなくなっているが、名称だけは現在に至るまで残っている。
- 下駄を脱ぐ - 鉄道業界の隠語で「脱線事故」を意味する。